# Cleonolithus
 Cleonolíthus — рід жуків родини Довгоносики (Curculionidae).
Цей рід вимерлих довгоносиків описаний Бассі за рештками жука, знайденого у лагунних відкладах поблизу Сенігаллії у північно-східній Італії. Знахідка зберігається у міланському музеї природничої історії (Museo Civico di Storia Naturale di Milano) . Вік її оцінений у 7.246-5.332 мільйони років (міоцен).
Знахідку описано як новий для науки вимерлий вид — Cleonolithus antiquus  Bassi  1841 (дослівно — «кам'яний клеон античний»).